# Мартьянова Катерина Василівна
Катерина Василівна Мартьянова (25 січня 1887, місто Єкатеринбург, тепер Російська Федерація — 15 січня 1957, місто Москва, тепер Російська Федерація) — радянська діячка, вчителька, директор середньої школи № 29 імені Грибоєдова міста Москви. Депутат Верховної Ради СРСР 3—4-го скликань.

## Життєпис
Народилася в родині сільського вчителя. Закінчила Єкатеринбурзьку гімназію, навчалася на Бестужевських вищих жіночих курсах у Санкт-Петербурзі.
Після закінчення курсів з 1896 року працювала вчителькою однокласного початкового училища села Шайдурихинського, потім у початковому училищі Сисертського заводу на Уралі. Після конфлікту з власником заводу Соломирським змушена була залишити Сисерть. З 1902 до 1912 року працювала у двокласному училищі на Режевському заводі Пермської губернії. Пізніше вчителювала у початковому училищі на Нев'янському заводі Пермської губернії.
У 1917 році була організатором відділу народної освіти міста Єкатеринбурга, працювала шкільним інструктором при губернському відділі народної освіти. Член РКП(б) з 1919 року.
З 1919 року — центральний інспектор головсоцвиху Народного комісаріату освіти РРФСР із відрядженням до Єкатеринбурзької губернії, завідувач відділу соціального виховання Єкатеринбурзького губернського відділу народної освіти. Одночасно працювала завідувачем та викладачем дослідно-показової (експериментальної) школи імені Свердлова в Єкатеринбурзі. У 1925 році народний комісар освіти РРФСР Луначарський запросив Катерину Мартьянову до Москви.
У 1929 — 15 січня 1957 року — директор середньої школи № 29 імені Грибоєдова Фрунзенського район міста Москви.
Доля Катерини Мартьянової лягла в основу сюжету фільму «Сільська вчителька», який був знятий в 1947 році. 
Померла 15 січня 1957 року в Москві. Похована на Новодівичому цвинтарі.

## Нагороди
- два ордени Леніна
- медаль «За оборону Москви»
- медаль «За доблесну працю у Великій Вітчизняній війні 1941—1945 рр.» (1945)
- медаль «У пам'ять 800-річчя Москви» (1948)
- медалі
- Заслужений вчитель школи РРФСР (1940)